# Atraso de propagação
O atraso de propagação é o tempo que um sinal leva para chegar ao seu destino, por exemplo, no campo eletromagnético, um fio, gás, fluido ou corpo sólido.

## Física
- Uma onda eletromagnética viajando através de um meio tem um atraso de propagação determinado pela velocidade da luz naquele meio em particular, ou ca. 1 nanossegundo por 29,98 centímetros (11,80 pol) no vácuo.
- Um sinal elétrico viajando através de um fio tem um atraso de propagação de ca. 1 nanossegundo por 15 centímetros (5,9 pol).[1]

Veja também propagação de rádio, fator de velocidade, velocidade de sinal e onda mecânica.

## Eletrônica

Diagrama de tempo de atraso de propagação de uma porta NOT (em inglês)

Um somador completo tem um atraso de porta geral de 3 portas lógicas a partir das entradas A e B até a saída de transporte C_{out} mostrada em vermelho.

Portas lógicas podem ter um atraso de porta variando de picossegundos a mais de 10 nanosegundos, dependendo da tecnologia que está sendo usada. É o tempo entre a entrada da porta se tornar estável e a saída da porta se tornar estável. Os fabricantes geralmente se referem ao tempo a partir da entrada mudando para 50% de seu nível de entrada final, até a saída atingir 50% de seu nível de saída final; isso pode depender da direção da mudança de nível, em que caso atrasos separados de queda e subida tPHL e tPLH ou tf e tr são fornecidos.
Reduzir atrasos de portas permite que circuitos digitais processem dados em uma taxa mais rápida e melhorem o desempenho geral. Determinar o atraso de propagação de um circuito combinado requer identificar os atrasos no caminho de propagação mais longo, a partir da entrada até a saída, e adicionar cada atraso de propagação ao longo desse caminho.
O princípio do esforço lógico utiliza atrasos de propagação para comparar designs que implementam a mesma declaração lógica. A diferença em atrasos de propagação de elementos lógicos é o principal contribuinte para falhasAsynchronous circuit em circuitos assíncronos como resultado de condições de corrida.
- O atraso de propagação pode aumentar ou diminuir com a temperatura de operação, dependendo do tipo de dispositivo. Conforme a temperatura aumenta, o atraso de porta diminui para transistores do tipo FinFET devido à Dependência de Temperatura Inversa; para fios de metal e outros materiais condutores, o atraso de propagação aumenta devido ao aumento da resistência elétrica.
- Aumentos marginais na tensão de alimentação podem aumentar o atraso de propagação, uma vez que a tensão de limite de comutação superior VIH (frequentemente expressa como uma porcentagem da trilha de alimentação de alta tensão) aumenta naturalmente de forma proporcional.[2]
- Aumentos na capacitância da carga de saída, frequentemente devido à colocação de cargas de fan-out (número de entradas que podem ser conectadas a uma saída especificada) aumentadas em um fio, também aumentarão o atraso de propagação.

Todos esses fatores influenciam uns aos outros por meio de uma constante de tempo de RC: qualquer aumento na capacitância de carga aumenta C, a resistência induzida pelo calor aumenta o fator R e os aumentos na tensão limite de alimentação afetarão se mais de uma constante de tempo for necessária para atingir o limite. Se a saída de uma porta lógica for conectada a um longo traço ou usada para acionar muitas outras portas (alto fan-out), o atraso de propagação aumenta substancialmente.

## Redes
Em redes de computadores, o atraso de propagação é a quantidade de tempo que leva para a cabeça do sinal viajar do remetente para o destinatário. Pode ser computado como a razão entre o comprimento do link e a velocidade de propagação sobre o meio específico.
O atraso de propagação é igual a d / s, onde d é a distância e s é a velocidade de propagação da onda. Na comunicação sem fio, s=c, ou seja, a velocidade da luz. No fio de cobre, a velocidade s geralmente varia de 0,59c a 0,77c. Esse atraso é o maior obstáculo no desenvolvimento de computadores de alta velocidade e é chamado de gargalo de interconexão em sistemas de IC.